# Marleen Gorrisová
Marleen Gorris (* 9. prosince 1948, Roermond) je nizozemská filmová režisérka a scenáristka. Roku 1996 získala Oscara za nejlepší cizojazyčný film za svůj snímek Antonia. Stala se první režisérkou v historii, která tohoto Oscara získala. Film získal i hlavní cenu na českém gay a lesbickém festivalu Mezipatra v roce 2015. K jejím známým snímkům patří též Lužinova obrana (2000), adaptace stejnojmenného románu Vladimira Nabokova. Je známa svým feministickým aktivismem. Po uvedení svého filmu Antonia se přihlásila k lesbické orientaci.

## Filmografie
- De stilte rond Christine M. (1982)
- Gebroken spiegels (1984)
- Poslední ostrov (1990)
- Antonia (1995)
- Mrs. Dalloway (1997)
- Lužinova obrana (2000)
- Carolina (2003)
- Within the Whirlwind (2008)
- Heaven and Earth (2015)